# Celldömölk
Celldömölk (Duits: Kleinmariazell) is een plaats (város) en gemeente in het Hongaarse comitaat Vas. Celldömölk telt 11.257 inwoners (2007).

## Geboren
- Kati Piri (1979), Nederlands politica